# Staatsforst Rantzau
Koordinaten: 53° 42′ 17″ N, 9° 45′ 53″ O

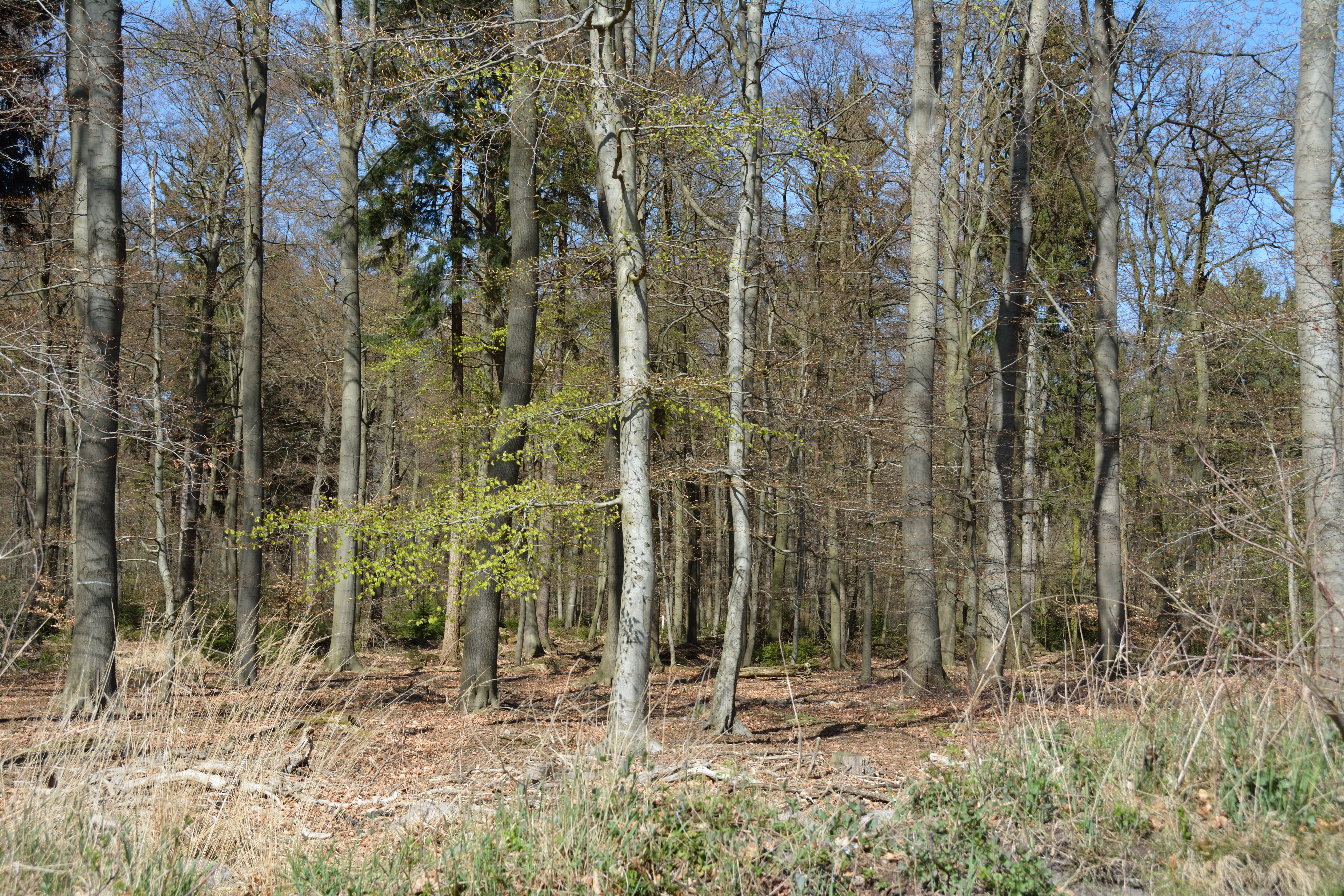
Staatsforst Rantzau

Der Staatsforst Rantzau ist ein 113 ha großer Wald im Kreis Pinneberg in Schleswig-Holstein, der als FFH-Gebiet Staatsforst Rantzau östlich Tornesch geschützt ist.
Der gesamte Wald liegt innerhalb des Landschaftsschutzgebietes LSG des Kreises Pinneberg.

## Beschreibung
Die Waldfläche befindet sich östlich von Tornesch. Die Vegetation weist einen alten, geschlossenen Buchen-Eichenwald am Rande der Bilsbek-Niederung auf. Innerhalb des Waldes wurden Reste eines 2100 Jahre alten Ofens zur Raseneisenerzverhüttung gefunden. Die Fundstelle ist ausgeschildert mit dem Hinweis, dass heute nichts mehr vorhanden ist.

## Sonstiges
Der Wald ist ein Staatsforst im Eigentum des Landes Schleswig-Holstein.